# Bare (gmina Rekovac)
Bare (cyr. Баре) – wieś w Serbii, w okręgu pomorawskim, w gminie Rekovac. W 2011 roku liczyła 65 mieszkańców.